# Bidessus cretensis
Bidessus cretensis är en skalbaggsart som beskrevs av Hans Fery 1992. Bidessus cretensis ingår i släktet Bidessus och familjen dykare. Inga underarter finns listade i Catalogue of Life.